# Світлогірське (Одеський район)
Світлогі́рське — село (до 15 травня 2020 селище) Дачненської сільської громади в Одеському районі Одеської області в Україні. Населення становить 154 особи.

## Історія
Рішенням виконкому Одеської обласної  Ради депутатів трудящих від 17 жовтня 1964 року включено в облікові дані новозбудовані населені пункти з присвоєння найменувань — Світлогірське Єгорівської сільської Ради (а також Нова Долина Олександрівської сільської Ради та Нова Ковалівка Іллінської сільської Ради) Біляївського району.
До 17 липня 2020 року було підпорядковане Роздільнянському району.
З 15 травня 2020 року має статус села.

## Населення
Згідно з переписом УРСР 1989 року чисельність наявного населення селища становила 201 особа, з яких 99 чоловіків та 102 жінки.
За переписом населення України 2001 року в селищі мешкало 158 осіб.

### Мова
Розподіл населення за рідною мовою за даними перепису 2001 року:
| Мова       | Відсоток |
| ---------- | -------- |
| українська | 95,57 %  |
| російська  | 4,43 %   |